# Pipa (calciatore)
Pipa, pseudonimo di Gonzalo Ávila Gordón (Esparreguera, 26 gennaio 1998), è un calciatore spagnolo, difensore del Burgos in prestito dal Ludogorec.

## Caratteristiche tecniche
È un terzino destro.

## Carriera

### Club
Cresciuto nel settore giovanile dell'Espanyol, ha esordito in prima squadra il 15 agosto 2019 disputando l'incontro di UEFA Europa League vinto 3-0 contro il Lucerna.

### Nazionale
Ha giocato nelle nazionali giovanili spagnole Under-19 ed Under-21; con quest'ultima nel 2021 ha anche partecipato agli Europei di categoria.

## Statistiche
Statistiche aggiornate al 14 luglio 2023.

### Presenze e reti nei club
| Stagione                 | Squadra                  | Campionato               | Campionato | Campionato | Coppe nazionali | Coppe nazionali | Coppe nazionali | Coppe continentali | Coppe continentali | Coppe continentali | Altre coppe | Altre coppe | Altre coppe | Totale | Totale | Totale |
| Stagione                 | Squadra                  | Comp                     | Pres       | Reti       | Comp            | Pres            | Reti            | Comp               | Pres               | Reti               | Comp        | Pres        | Reti        | Pres   | Reti   |        |
| ------------------------ | ------------------------ | ------------------------ | ---------- | ---------- | --------------- | --------------- | --------------- | ------------------ | ------------------ | ------------------ | ----------- | ----------- | ----------- | ------ | ------ | ------ |
| 2018-2019                | Gimnàstic                | SD                       | 18         | 0          | CR              | 0               | 0               |                    | -                  | -                  |             | -           | -           | 18     | 0      |        |
| 2019-2020                | Espanyol                 | PD                       | 7          | 0          | CR              | 2               | 0               | UEL                | 4                  | 0                  |             | -           | -           | 13     | 0      |        |
| 2020-2021                | Huddersfield Town        | FLC                      | 37         | 2          | FACup+CdL       | 0               | 0               |                    | -                  | -                  |             | -           | -           | 37     | 2      |        |
| 2021-2022                | Huddersfield Town        | FLC                      | 11+3       | 0          | FACup+CdL       | 3+0             | 0               |                    | -                  | -                  |             | -           | -           | 17     | 0      |        |
| Totale Huddersfield Town | Totale Huddersfield Town | Totale Huddersfield Town | 48+3       | 2+0        |                 | 3               | 0               |                    | -                  | -                  |             | -           | -           | 54     | 2      |        |
| 2022-gen. 2023           | Olympiacos               | SL                       | 11         | 0          | CG              | 0               | 0               | UCL+UEL            | 1+9                | 0                  |             | -           | -           | 21     | 0      |        |
| feb.-giu. 2023           | Ludogorec                | 1L                       | 13         | 0          | CB              | 3               | 0               | UECL               | 1                  | 0                  |             | -           | -           | 17     | 0      |        |
| lug.-ago. 2023           | Ludogorec                | 1L                       | 1          | 0          | CB              | 0               | 0               | UCL                | 1                  | 0                  |             | -           | -           | 2      | 0      |        |
| Totale Ludogorec         | Totale Ludogorec         | Totale Ludogorec         | 14         | 0          |                 | 3               | 0               |                    | 2                  | 0                  |             | -           | -           | 19     | 0      |        |
| Totale carriera          | Totale carriera          | Totale carriera          | 101        | 2          |                 | 8               | 0               |                    | 16                 | 0                  |             | -           | -           | 125    | 2      |        |

## Palmarès

### Club

#### Competizioni nazionali
- Coppa di Bulgaria: 1

Ludogorec: 2022-2023
- Campionato bulgaro: 1

Ludogorec: 2022-2023